# Neuscheuer

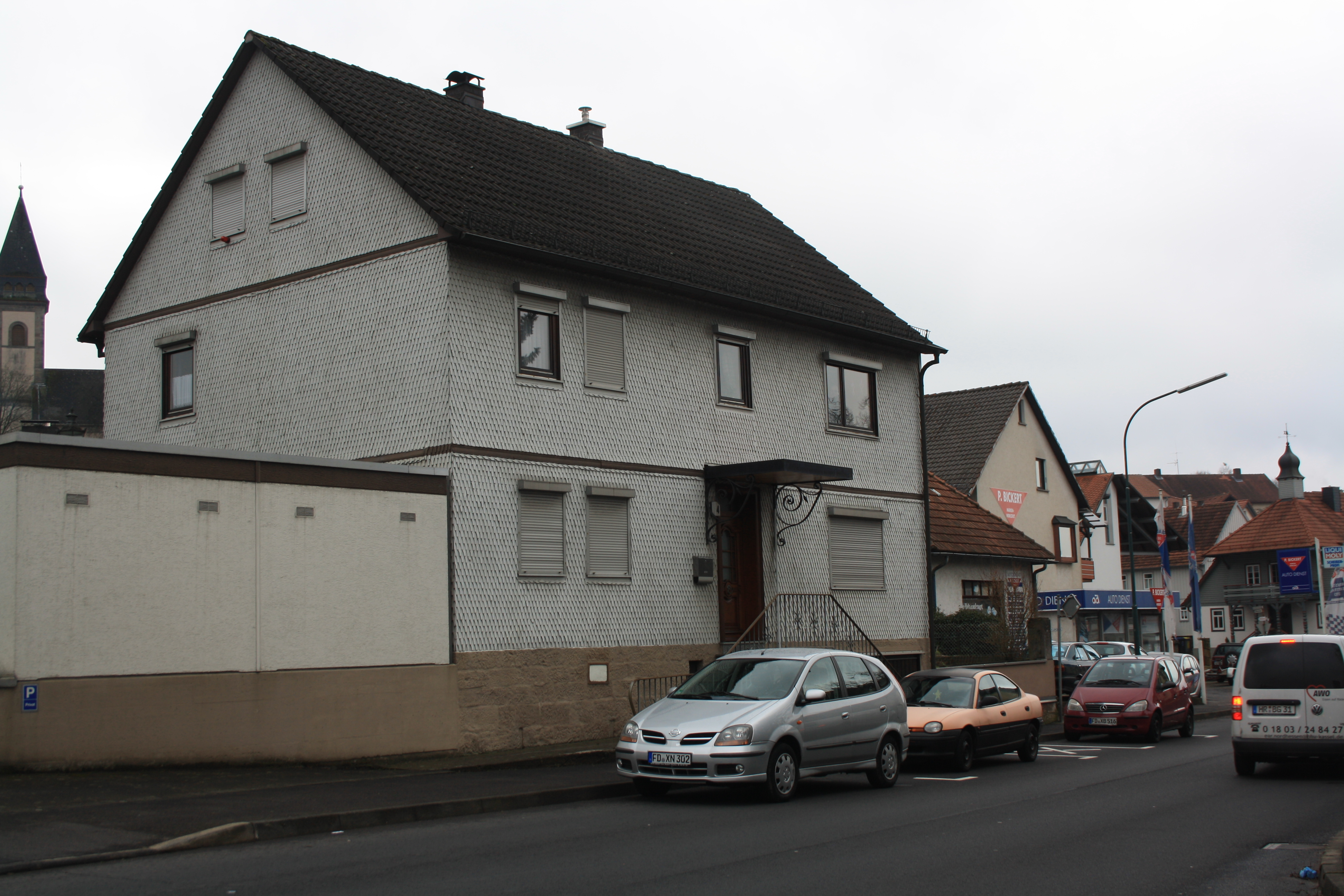
Das ehemalige Wohnhaus aus Neuscheuer. Wiederaufgebaut in Weyhers.

Neuscheuer ist eine Wüstung in der Gemeinde Ebersburg im Landkreis Fulda.

## Geografische Lage
Die Wüstung liegt auf einer Höhe von 484 m über NN in der Gemarkung Weyhers, ungefähr einen Kilometer nordöstlich von Weyhers. Da der Einzelhof ständig unter Wassermangel litt, wurde das Wohnhaus um 1900 abgebrochen und in Weyhers wieder aufgebaut. Auch die restlichen Gebäude verfielen und wurden beseitigt. Heute befindet sich an der Stelle des Hofes Ackerland. In unmittelbarer Nähe befand sich Hermannsthal.